# Robert Lacroix (scientifique)
Pour les articles homonymes, voir Robert Lacroix et Lacroix.
Robert Lacroix (15 avril 1940 à Montréal - ) est un scientifique et professeur québécois. Au Québec, il est surtout connu pour ses prises de position à caractère public alors qu'il était recteur de l'Université de Montréal de 1998 à 2005.

## Biographie
Détenteur d'un doctorat en économique de l'Université de Louvain (Belgique), Robert Lacroix fut professeur au Département de sciences économiques de l'Université de Montréal de 1970 à 2006. Il a occupé à l'Université diverses fonctions dont celle de directeur du Département de sciences économiques et de directeur du Centre de recherche et développement en économique (CRDE). De 1987 à 1993, il a assumé les fonctions de doyen de la Faculté des arts et des sciences de l'Université, puis de 1994 à 1998, il a été le président-directeur général et cofondateur du CIRANO (Centre interuniversitaire de recherche en analyse des organisations).  
Robert Lacroix a été recteur de l’Université de Montréal de juin 1998 à mai 2005. Il a été nommé professeur émérite de l’Université de Montréal en mai 2006 et premier recteur émérite de cette institution en mai 2011. 
Robert Lacroix est l'auteur de nombreux livres, chapitres de livres, articles scientifiques et rapports de recherche en économie du travail et des ressources humaines ainsi qu'en économie du progrès technique et de l'innovation. 
En 2005-06, il a été membre du Groupe d’experts sur la péréquation du Gouvernement fédéral. De 2007 à 2011, il a été membre du Comité consultatif sur la fonction publique nommé par le Premier ministre du Canada. Son expertise économique et son expérience de la gestion d’une grande organisation l’ont amené à siéger au conseil d’administration de grandes entreprises dont Industrielle Alliance, CAE, Groupe Jean Coutu et Pomerleau inc.

## Honneurs
- 1989 - Membre de la Société royale du Canada
- 2000 - Membre de l'Ordre du Canada
- 2001 - Officier de l'Ordre national du Québec
- 2002 - Membre des Grands Montréalais
- 2002 - Prix Armand-Frappier
- 2004 - Membre de l'Ordre du Mérite
- 2018 - Officier de l'Ordre du Canada[2].

## Vidéos
- Préparer le Québec pour le choc chinois Présentation vidéo en ligne de Robert Lacroix lors du colloque Le Québec face au géant chinois, en mars 2006